# Szergej Vlagyimirovics Lucsinkin
Szergej Vlagyimirovics Lucsinkin (oroszul: Сергей Владимирович Лучинкин) (Szovjetunió, Dmitrov, 1976. október 16. –) profi orosz jégkorongozó.

## Karrier
Komolyabb karrierjét a Dinamo Moszkvában kezdte 1994–1995-ben majd részt vett az 1994-es U18-as jégkorong-Európa-bajnokságon és ezüstérmes lett. Képviselte hazáját az 1996-os U20-as jégkorong-világbajnokságon, ahol bronzérmes lett. 1997–1998-ig a Dinamo játékosa volt. Közben az 1995-ös NHL-drafton a Dallas Stars kiválasztotta a nyolcadik kör 202. helyén. A National Hockey League-ben sosem játszott. 1997–1998-ban a Szpartak Moszkvába került. 1999-ben egy mérkőzés erejéig leküldték a harmadosztályba majd két idényt a másodosztályban játszott. 2001-ben a CSKA Moszkvába került de 2003-ig a másod- és harmadosztályban szerepelt. A 2003-as idény végén 16 mérkőzésre felhívták az első osztályba majd a következő idényben ismét leküldték a harmadosztályba öt mérkőzésre és 40 mérkőzést az első osztályban is játszhatott. 2004–2005-ben a HK MVD-be került és 2006-ig volt a csapat tagja. Leginkább alsóbb ligákban kapott szerepet. 2006-ban a Neftekhimik Nizhnekamsk csapatához igazolt és két szezon alatt csak az első osztályban játszott de mindössze 21 mérkőzést. 2006–2007-ben a Lada Togliattiba igazolt ahol mindössze 8 mérkőzésen lépett jégre. 2007–2009 között a Khimik Voskresensk csapatában játszott majd tíz mérkőzésre a fehérorosz Keramin Minsk csapatába került 2008–2009-es szezon végén. A következő évben az orosz másodosztály Molot-Prikamie Perm csapatában játszott. 2010–2011-ben a fehérorosz liga Shakhter Soligorsk csapatában volt szerződése. Végül az orosz VHL-es Molot-Prikamie Permből vonult vissza 2012-ben.